# Ognyantsi
Ognyantsi (en macédonien Огњанци, en albanais Ognjanci) est un village du nord de la Macédoine du Nord, situé dans la municipalité de Petrovets et à quinze kilomètres de Skopje. Le village comptait 1142 habitants en 2002. Il est majoritairemement albanais, avec de fortes minorités macédonienne et serbe.

## Démographie
Lors du recensement de 2002, le village comptait :
- Albanais : 543
- Macédoniens : 317
- Serbes : 256
- Roms : 12
- Turcs : 8
- Bosniaques : 2
- Autres : 4